# Łuhy (obwód winnicki)
Łuhy (ukr. Луги) – wieś na Ukrainie, w obwodzie winnickim, w rejonie hajsyńskim, w hromadzie Czeczelnik, nad Sawranią. W 2001 roku liczyła 1012 mieszkańców.
Pod koniec XIX w. przy drodze z Łuhy do wsi Pyriżna był folwark o nazwie Wydra.